# تلاشي عنق الرحم
يُشير مصطلح تلاشي عنق الرحم أو انضاج عنق الرحم (بالإنجليزية: Cervical effacement) إلى حالة من ترقيق عنق الرحم، تحدث مبكرا أثناء المخاض، وهذا التلاشي يُمثل أحد مكونات مقياس بيشوب، ويُعبر عنه بالنسبة المؤوية.
قبل حدوث التلاشي يكون عنق الرحم طويل مثل عنق الزجاجة، ويصل عادة إلى حوالي أربعة سم في الطول، وخلال فترة الحمل يكون عنق الرحم مغلق بإحكام ومحمي بواسطة سدادة من المخاط. وعندما يبدأ عنق الرحم في التلاشي، تتحرر السدادة المخاطية وتمر من المهبل. والذي قد يصاحب نزولها بعض الدم ويسمى العرض الدموي. وبتقدم حالة التلاشي، فإن عنق الرحم يصبح أقصر، ويُسحب للأعلى ليصبح جزءا من جدار الرحم السفلي. ويمكن قياس درجة التلاشي بالنسب المئوية، ويرافق تلاشي عنق الرحم ما يسمى بتمدد عنق الرحم.